# Olulis albilineata
Olulis albilineata là một loài bướm đêm trong họ Noctuidae.